# Blackfriars Station
Blackfriars Station, også kendt som London Blackfriars, er en London Underground- og National Rail-station i City of London. Perronerne går hele vejen over Themsen, parallelt med Blackfriars Bridge. Indgangen på nordbreden er beliggende på den sydlige side af Queen Victoria Street, tæt på krydset med New Bridge Street. En ny indgang på sydbreden åbnede den 5. december 2011. Stationen er i takstzone 1. Underground-stationen var lukket under et større sporarbejde i næsten tre år fra marts 2009 til 20. februar 2012.

## National Rail

### Historie
Fjerntogsstation blev åbnet som St Paul's af London Chatham and Dover Railway (LC&DR) den 10. maj 1886, da de åbnede St Paul's Railway Bridge over Themsen.
St Paul's Bridge blev bygget for at supplere LC&DR's eksisterende Blackfriars Railway Bridge, der blev åbnet i 1864. Denne bragte tog på LC&DR's travle City Line fra Sydlondon til LC&DR-stationerne på Ludgate Hill, Holborn Viaduct og, via Snow Hill-tunnelen og en forbindelse til Metropolitan Railway nær Farringdon, videre til London King's Cross og St Pancras Stationer.
Efter åbningen af St Paul's Station lukkede den tidligere LC&DR-station Blackfriars Bridge på sydsiden af floden for passagertrafik den 1. oktober 1885 og blev udelukkende godsstation.
St Paul's Station blev omdøbt til Blackfriars den 1. februar 1937. Gradvist blev den oprindelige Blackfriars jernbanebro forværret indtil den var uholdbar. Brodækket blev fjernet i 1985 og det er kun molerne i floden og de orange brolandfæster der resterer.
Stationen blev genopbygget langs med Underground-stationen i midten af 1970'erne og blev formalt genåbnet den 30. november 1977. En del af murværket fra 1886-stationen der indikerer mange destinationer i det sydøstlige England og i Europa, er blevet bevaret på perronniveau på fjerntogsstationen. St Paul's Bridge hedder nu Blackfriars Railway Bridge.

### Betjening
Denne station er i øjeblikket betjent af gennemkørende tog på Thameslink-route, kørt af First Capital Connect og Southeastern. Dette indebærer tog fra Bedford, St Albans City og Luton mod nord og Brighton, Sutton og Sevenoaks mod syd. Tog mod syd fra stationen kører via London Bridge eller Elephant & Castle og tog mod nord standser efterfølgende på City Thameslink. Indtil marts 2009 vendte nogle tog fra syd på tre vendespor, der blev fjernet under renoveringen. To nye bugtperroner åbnede i maj 2012 og benyttes i øjeblikket i myldretiderne og i weekender.
Fra mandag til fredag udenfor myldretiden er der:
- 4 tog i timen til Bedford
- 4 tog i timen til Brighton
- 2 tog i timen til Kentish Town
- 2 tog i timen til Luton
- 2 tog i timen til Sevenoaks
- 2 tog i timen til St Albans
- 4 tog i timen til Sutton

Lørdagsbetjeningen er i øjeblikket som følger:
- 4 tog i timen til Bedford
- 4 tog i timen til Brighton
- 2 tog i timen til Luton
- 2 tog i timen til Sevenoaks
- 2 tog i timen til St Albans
- 4 tog i timen til Sutton

Søndagsbetjeningen er i øjeblikket som følger:
- 4 tog i timen til Bedford
- 2 tog i timen til Brighton
- 2 tog i timen til East Croydon
- 2 tog i timen til Luton
- 2 tog i timen til Sevenoaks
- 2 tog i timen til Sutton

| Foregående station                    |  | National Rail                                     |  | Efterfølgende station                 |
| ------------------------------------- |  | ------------------------------------------------- |  | ------------------------------------- |
| City Thameslink Farringdon på søndage |  | First Capital Connect Thameslink Bedford-Brighton |  | London Bridge eller Elephant & Castle |
| City Thameslink Farringdon på søndage |  | First Capital Connect Thameslink Sutton Loop      |  | Elephant & Castle                     |
| City Thameslink                       |  | First Capital Connect Nordgående                  |  | Elephant & Castle                     |
| City Thameslink                       |  | First Capital Connect Sydgående                   |  | Elephant & Castle                     |
|                                       |  | Ubenyttede jernbaner                              |  |                                       |
| Ludgate Hill                          |  | London, Chatham & Dover Railway City-gren         |  | Blackfriars Bridge                    |
| Holborn Viaduct                       |  | British Rail Southern Region City Line            |  | Elephant & Castle                     |

## London Underground
London Underground-stationen er på Circle og District lines, mellem Temple og Mansion House. Den er 16 år ældre end fjerntogsstationen. Den lukkede 2. marts 2009 for renoveringsarbejder og genåbnede igen 20. februar 2012.

### Historie
Stationen blev åbnet den 30. maj 1870 af Metropolitan District Railway (MDR; nu District og Circle lines) som selskabets nye østlige endestation, da banen blev forlænget fra Westminster. Anlægget af den nye del af MDR blev planlagt i forbindelse med bygningen af Victoria Embankment, hvilket blev udført ved cut-and-cover-metoden.
MDR havde forbindelse til Metropolitan Railway (MR, senere Metropolitan line) ved South Kensington og, selvom de to selskaber var rivaler, kørte hvert selskab deres tog på det andet selskabs spor i en fælles service, kaldet "Inner Circle".
Den 3. juli 1871 blev MDR forlænget mod øst til en ny endestation på Mansion House.
Den 1. februar 1872 åbnede MDR en nordgående afgrening fra sin station ved Earl's Court for forbindelse til West London Extension Joint Railway (WLEJR, nu West London Line), hvilket der var forbindelse til ved Addison Road (nu Kensington (Olympia)). Fra denne dag begyndte "Outer Circle"-tog at køre på MDR's spor. Betjeningen blev kørt af North London Railway (NLR) fra sin endestation på Broad Street (nu nedrevet) i City of London via North London Line til Willesden Junction, herfra West London Line til Addison Road og MDR til Mansion House.
Fra 1. august 1872 begyndte "Middle Circle"-tog også kørsler gennem Westminster fra Moorgate langs MR's spor på den nordlige side af Inner Circle til Paddington, herfra på Hammersmith & City Railway (H&CR)-spor til Latimer Road, videre, via en nu fjernet forbindelse, til West London Line til Addison Road og MDR til Mansion House. Betjeningen blev kørt i fællesskab mellem H&CR og MDR.
Den 30. juni 1900, blev Middle Circle-togene indstillet mellem Earl's Court og Mansion House. Den 31. december 1908 blev Outer Circle-togene ligeledes indstillet.
I 1949 kørte Metropolitan line Inner Circle-ruten, og den fik sin egen identitet på netværkskort som Circle line.
| Foregående station                                  |  | London Underground |  | Efterfølgende station                         |
| --------------------------------------------------- |  | ------------------ |  | --------------------------------------------- |
| Templemod Edgware Road (via Victoria)               |  |                    |  | Mansion Housemod Hammersmith (via Tower Hill) |
| Templemod Wimbledon, Richmond eller Ealing Broadway |  |                    |  | Mansion Housemod Upminster                    |

## Flodforbindelser
Stationen strækker sig over Themesen på hele længden af Blackfriars Railway Bridge, og siden december 2011 har der væres stationsbygninger, med passagerindgange på begge sider af floden. Tidligere var der kun bygninger og indgange på nordsiden. Blackfriars Bridge er en vejbro, der går parallelt med jernbanebroen.
Der er skiftemulighed med pendlerbådene London River Services fra Blackfriars Millennium Pier på flodens nordside. Betjeningen fra denne mole indebærer både til Putney, sejlet af Thames Executive Charters, og forbindelse mellem Embankment og Woolwich Arsenal, sejlet af Thames Clippers.

## Transportforbindelser
London buslinjer 45, 63, 100, 388 og natlinje N63.

## Igangværende aktivitet

### Stationsombygning
Blackfriars Station bliver bygget om. Kontorbygningen ovenover er blevet revet ned og vil blive erstattet som del af Thameslink-programmet. Den nye station vil have samme højde og vil huse en delt National Rail/London Underground-billethal og ventilationsskakt sammen med rulletrapper og elevatorer mellem et mezzaninniveau for National Rail-tog og det underjordiske niveau for London Underground-tog. Underground-stationen vil også gennemgå store forbedringer, med et nyt tag og sidepaneler i glas, der installeres langs hele broens længde. En ny stationsindgang er bygget på Bankside, hvor endnu en billethal er åbnet.
De gennemkørende perroner er blevet forlænget langs Blackfriars Railway Bridge over Themsen, for at gøre kørsel med 12-vognstogsæt mulig (i stedet for tidligere otte vogne). Sporlayoutet bliver ændret ved anlæg af nye perroner på vestsiden, hvorved tog mellem City Thameslink og London Bridge undgår at krydse sporene til endesporene.
Arbejderne udnytter de ubenyttede moler vest for den eksisterende jernbanebro, som har understøttet den tidligere West Blackfriars and St Paul's Railway Bridge. Den østligste række ubenyttede moler er blevet forstærket, forbundet til den eksisterende bro og beklædt med sten. Antallet af vendespor er reduceret fra tre til to i processen, mens nogle vendende tog bliver gennemkørende, og de øgede længde vil tillade længere tog at ende på Blackfriars. Indgangen i gangtunnel til Blackfriars Station er blevet lukket permanent.
Det oprindelige koncept for projektet blev tegnet af Pascall+Watson architects, med udførelse af Jacobs and Tony Gee and Partners og bliver bygget af Balfour Beatty.
Pr. januar 2011 er den østlige halvdel af stationens nye tag rejst, og First Capital Connect-togene er begyndt at benytte de nyanlagte perronspor på broens østlige side, hvor vendesporene lå. Arbejdet fortsætter på den vestlige side af stationen med fjernelse af de oprindelige Thameslink-spor og udvidelsen af broen, for at skabe plads for de nye vendespor. Stationens nye indgang og billethal på sydsiden af floden åbnede den 5. december 2011.

## Tidligere stationer
Umiddelbart på den anden side af floden på samme bane var Blackfriars Bridge Station, der modtog passagerer fra 1864 til 1885 og gods frem til 1964. Stationen er blevet revet ned, men adgangsvejen er bevaret. Længere nede af Blackfriars Road er indgangen til en tidligere Blackfriars Station, der opererede fra 1864 til 1868, som del af den konkurrerende South Eastern Railway.
Den tilmurede indgang og et bevaret indgravet stationsnavn kan ses under jernbanebroen, der fører banen mellem London Bridge og Waterloo East over Blackfriars Road. På sporniveau kan ligeledes ses arealet, der blev benyttet til perroner.

## Anden information
Waterloo & City line, mellem Waterloo og Bank, kører næsten direkte under Blackfriars Station, og der har været forslag om anlæg af en skiftestation for banen ved Blackfriars. Transportministeriet anser dette for at have "ingen signifikant transportfordel".